# 利韋拉西翁 (巴拉圭)
利韋拉西翁（西班牙語：Liberación），是巴拉圭的城鎮，位於該國中部，由聖佩德羅省負責管轄，始建於2011年6月24日，面積586.59平方公里，主要經濟活動有畜牧業和貿易業，人口約20,000。